# Rodica (Vorname)
Rodica ist ein weiblicher Vorname.

## Herkunft und Bedeutung
Der Name wird zumeist im Rumänischen verwendet und ist abgeleitet vom slawischen rod, was fruchtbar bedeutet.

## Bekannte Namensträgerinnen
- Rodica Arba (* 1962), rumänische Ruderin
- Rodica Doehnert (* 1960), deutsche Drehbuchautorin
- Rodica Dunca (* 1965), rumänische Kunstturnerin
- Rodica Mateescu (* 1971), ehemalige rumänische Leichtathletin
- Rodica Radian-Gordon (* 1957), israelische Diplomatin
- Rodica Șerban (* 26. Mai 1983), rumänische Ruderin
- Rodica Simion (1955–2000), rumänisch-US-amerikanische Mathematikerin
- Rodica Tapalagă (1939–2010), rumänische Schauspielerin